# Le Nouveau Magazine littéraire
Le Nouveau Magazine littéraire, précédemment nommé Le Magazine littéraire jusqu'en décembre 2017, est une ancienne revue littéraire française paraissant chaque mois depuis 1966, et se définissant comme « le journal des livres et des écrivains ».
Racheté par son concurrent, le magazine Lire, Le Nouveau Magazine littéraire disparaît en 2020.

## Historique
Le Magazine littéraire est créé en 1966 par Guy Sitbon. Le magazine est revendu en 1970 à Nicky Jegher Fasquelle et Jean-Claude Fasquelle, qui le céderont progressivement au fil des années 2000 à la holding Artémis, propriété de la famille Pinault. En 2014, Artemis cède sa filiale Sophia Publications, dont dépend désormais Le Magazine littéraire, à un groupe d'actionnaires comprenant Maurice Szafran et Claude Perdriel.
D'abord vendu par abonnement à raison de deux numéros par mois, Le Magazine littéraire devient mensuel à partir du no 3. Le premier rédacteur en chef, François Bott, est remplacé en 1968 par Jean-Jacques Brochier, jusqu'en 2003, date à laquelle Jean-Louis Hue prend le relais, jusqu'en 2007. Joseph Macé-Scaron devient alors directeur de la rédaction. Il nomme à la rédaction en chef François Aubel, puis, en novembre 2010, Laurent Nunez.

### Diversification
Tirée à 50 000 exemplaires pour une diffusion de 19 000 exemplaires, la revue se lance dans l'édition en 2012 et entame la publication (arrêtée en 2014) d'une collection littéraire intitulée « Nouveaux Regards ».
Joseph Macé-Scaron et Laurent Nunez quittent la rédaction en 2014. Dès lors, Pierre Assouline et Hervé Aubron prennent en charge la rédaction en chef.

### Redénomination
En décembre 2017, la revue est renommée Le Nouveau Magazine littéraire. Souhaitant ouvrir ses pages à des intellectuels et auteurs progressistes, il est désormais dirigé par Raphaël Glucksmann. Son actionnariat est modifié, détenu à 40 % par quatre actionnaires externes, dont Bruno Ledoux et Xavier Niel, Claude Perdriel gardant 60 % des parts.
En août 2018, Raphaël Glucksmann est remplacé par Nicolas Domenach à la suite de divergences internes au sujet du traitement réservé au président de la République Emmanuel Macron. Le renvoi de Raphaël Glucksmann est, selon Le Figaro, idéologique, mais a aussi des raisons économiques : en dépit d'une campagne de promotion, le premier numéro avait été vendu à 31 863 exemplaires, mais ensuite, les ventes avaient chuté à 14 193 exemplaires pour le suivant et 8 105 exemplaires pour le numéro 4.

### Vente du titre
En mai 2020, Claude Perdriel annonce la vente du magazine à son concurrent Lire. L'idée serait de créer un nouveau magazine hybride appelé Lire-Le Magazine littéraire.
La pression d'intellectuels et de la rédaction n'a pas raison de la décision de Claude Perdriel. Les salariés reprochent au propriétaire d'être « passé en force » et ne pas avoir tenu compte de la consultation interne qui s'opposait à cette vente.
La presse annonce en juin 2020 le rachat effectif du Nouveau Magazine littéraire par son concurrent Lire. L'opération aboutit concrètement à l'absorption du premier par le second et à la création d'un nouveau magazine appelé Lire-Le Magazine littéraire.

## Parutions
Liste partiellement issue de sites Internet et complétée de recherche manuelle :